# 梶が谷駅
梶が谷駅（かじがやえき）は、神奈川県川崎市高津区末長一丁目にある、東急電鉄田園都市線の駅である。駅番号はDT11。

## 歴史
- 1966年（昭和41年）4月1日：開設[1]。
- 1991年（平成3年）9月：当駅で使用されていた継電連動装置を昭和鉄道高等学校へ寄贈。
- 2005年（平成17年）2月：大井町線用車庫建設工事着手[2]。
- 2006年（平成18年）7月28日：一部列車がホームへ接触していたことが判明（後述）。
- 2007年（平成19年）
  - 5月3日 - 6日：駅改良工事進捗に伴う4番線線路移設に伴い、急行含む全上り列車が3番線を走行する。
  - 5月7日：4番線を通過専用線へ変更。
- 2008年（平成20年）3月24日：大井町線用車庫完成[1]。

### 駅名の由来
1960年（昭和35年）に免許された際の仮称駅名は「梶ヶ谷駅」であった。これは古くから伝わる駅所在地の名を採ったものとされている。そして、1965年（昭和40年）9月の常務会で「梶が谷駅」と正式決定した。

## 駅構造
島式ホーム2面4線を有する地上駅。橋上駅舎を備える。但し、駅所在地が全体として谷間となっており、駅舎・改札口は駅前道路と同一平面で接し、ホームは1階分程低くなっている。
一部各停は当駅で急行または準急通過待ちを行う。下り線（長津田・中央林間方面）は、1番線は急行・準急（通過）および通過待ちがない各停が、2番線は通過待ちを行う各停が使用する。上り線（渋谷方面）は、3番線は全各停、4番線は急行・準急（通過）が使用する。
上下線共にホームが大きく湾曲しているため、列車客用扉を閉める時や発車の際には、車掌によるモニター監視ではなく、駅信号扱所内にいる駅員がホームをモニターで監視し、車掌に戸閉め・発車の合図を送っている。そのための表示灯設備が5・8・10両編成最後尾付近の柱にある。2019年（令和元年）に入ってからホームドア設置に伴い車掌用ITVが設置され、表示灯設備が撤去された。現在駅員による合図は2番線10両のみとなりメトロ式LED合図器が新設され、ホーム上で合図を出す形態に変更されている。
2007年（平成19年）の駅改良工事に伴い、4番線は通過専用線へ変更された。乗客から完全に分離するため、ホーム上には安全柵が設置されている。方面標識には「ご乗車になれません」と表記され、黄色い点字ブロックも撤去された。列車案内表示板の4番線についての案内や自動アナウンスも廃止され、列車通過時は列車案内表示板に「4番線に電車がまいります。」表示と警告音鳴動のみに変更された（駅員によるアナウンスがある場合もある）。
宮崎台寄りには引上線がある。かつては当駅止まり電車も設定されていたが、2009年（平成21年）現在は世田谷区たまがわ花火大会・川崎市制記念多摩川花火大会の臨時列車運行時と大井町線車両留置に伴う折返しなどに使用される。これに先行して駅舎の拡大とバリアフリー対応工事が施工された。駅舎が中央林間側へ拡幅され、拡幅した位置にホームへのエレベーターが、また駅舎内に店舗が、駅舎下のホーム部分にトイレが新設された。バスターミナルは以前はバスの転回所であったものを再整備したものである。

### 駅改良工事
二子玉川駅 - 溝の口駅間複々線化（大井町線延伸）に伴う大井町線梶が谷車庫建設に合わせ、駅改良工事が実施された。2007年5月2日までは上り線も下り線同様外側4番線が急行通過待ちがない各停、内側3番線が通過待ちをする各停が使用する、と言う形態であった。

### 梶が谷車庫
大井町線急行運行開始に伴い、4番線宮崎台寄りに大井町線梶が谷車庫が新設された。大井町線急行用車両（6000系・6020系）が留置される。なお、この車庫の線路は4番線途中より分岐しており、1 - 3番線からは入線出来ない構造になっている。

### 列車のホームへの接触事故
2006年（平成18年）6月28日、東急所属車両12編成と東京地下鉄（東京メトロ）所属車両4編成に接触痕があることが発覚した。調査の結果、当駅の2番線に接触痕があり、ホームと接触していたことが明らかとなった。さらに原因が追及された結果、カーブ上にある当駅2番線のカントが設定より緩いことと、レールの水平方向へのズレが原因であったことが判明した。その後、これらは全て修正されている。
- 東急電鉄ウェブサイト『田園都市線・梶が谷駅における「ホームと車体の接触」に関する調査結果について』（インターネットアーカイブによるキャッシュ）

### のりば
| 番線 | 路線       | 方向 | 行先                                     |
| ---- | ---------- | ---- | ---------------------------------------- |
| 1・2 | 田園都市線 | 下り | 鷺沼・長津田・中央林間方面               |
| 3    | 田園都市線 | 上り | 渋谷・押上〈スカイツリー前〉・春日部方面 |
| 4    | 田園都市線 | 上り | （通過列車専用）                         |

### 駅構内設備
- 売店「toks」：改札外
- トイレ：下りホーム、多機能トイレ併設。
- サービス施設：かつては改札内にQBハウス梶が谷駅店があったが、閉店した。

## 利用状況
2024年度（令和6年度）の1日平均乗降人員は36,095人である。
近年の1日平均乗降・乗車人員の推移は下表の通り。
- 1日平均乗車人員は神奈川県県勢要覧を参照。

| 年度               | 1日平均 乗降人員 | 1日平均 乗車人員 | 出典     |
| ------------------ | ---------------- | ---------------- | -------- |
| 1995年（平成07年） |                  | 19,248           | [ * 1 ]  |
| 1998年（平成10年） |                  | 18,455           | [ * 2 ]  |
| 1999年（平成11年） |                  | 18,038           | [ * 3 ]  |
| 2000年（平成12年） |                  | 17,874           | [ * 3 ]  |
| 2001年（平成13年） |                  | 17,863           | [ * 4 ]  |
| 2002年（平成14年） | 36,253           | 17,564           | [ * 5 ]  |
| 2003年（平成15年） | 35,038           | 17,491           | [ * 6 ]  |
| 2004年（平成16年） | 34,973           | 17,586           | [ * 7 ]  |
| 2005年（平成17年） | 35,146           | 17,625           | [ * 8 ]  |
| 2006年（平成18年） | 36,354           | 18,211           | [ * 9 ]  |
| 2007年（平成19年） | 36,619           | 18,435           | [ * 10 ] |
| 2008年（平成20年） | 36,733           | 18,399           | [ * 11 ] |
| 2009年（平成21年） | 36,510           | 18,235           | [ * 12 ] |
| 2010年（平成22年） | 36,151           | 18,028           | [ * 13 ] |
| 2011年（平成23年） | 36,273           | 18,078           | [ * 14 ] |
| 2012年（平成24年） | 37,018           | 18,436           | [ * 15 ] |
| 2013年（平成25年） | 38,090           | 18,956           | [ * 16 ] |
| 2014年（平成26年） | 37,664           | 18,731           | [ * 17 ] |
| 2015年（平成27年） | 38,778           | 19,283           | [ * 18 ] |
| 2016年（平成28年） | 39,551           | 19,669           | [ * 19 ] |
| 2017年（平成29年） | 39,880           | 19,840           | [ * 20 ] |
| 2018年（平成30年） | 39,939           | 19,874           | [ * 21 ] |
| 2019年（令和元年） | 39,850           |                  |          |
| 2020年（令和02年） | 29,589           |                  |          |
| 2021年（令和03年） | 32,150           |                  |          |
| 2022年（令和04年） | 34,334           |                  |          |
| 2023年（令和05年） | 35,653           |                  |          |
| 2024年（令和06年） | 36,095           |                  |          |

## 駅周辺
当駅は、多摩田園都市の入口に当たる駅である。そのため、駅周辺には田園都市線開通以後の開発によって建てられた住宅地が広がる。駅周辺にはマンションも多く、全体として新興住宅地の中の駅という体をなしている。
- エルカジ通り「梶が谷駅前通り振興会」
- 東急ストア梶が谷店
- 高津郵便局
  - ゆうちょ銀行高津店
- 身代り不動尊大明王院
- 国道246号
- コジマ×ビックカメラ梶が谷店
- 川崎市民プラザ
- ホテル梶ヶ谷プラザ
- 川崎国道事務所
- 川崎市農業振興センター
- 国家公務員共済組合連合会虎の門病院分院
- そうてつローゼン 梶ケ谷店

### バス路線
駅横に小規模なバスターミナルが設けられている。
| 乗り場 | 系統     | 主要経由地                                      | 行先                  | 運行事業者 |
| ------ | -------- | ----------------------------------------------- | --------------------- | ---------- |
| 1      | 向01     | 神木本町                                        | 向ヶ丘遊園駅南口      | ■東急      |
| 1      |          | 高津営業所                                      |                       | ■東急      |
| 2      | 梶01     | 西福寺前・野川台公園                            | 鷺沼駅                | ■東急      |
| 2      | 梶01     | 西福寺前                                        | 野川台公園            | ■東急      |
| 3      | 降車専用 | 降車専用                                        | 降車専用              | 降車専用   |
| 4      | 溝23     | 市民プラザ （一部の便は市民プラザを経由しない） | 溝口駅南口 井田営業所 | ■市バス    |

## 隣の駅
東急電鉄
 田園都市線

■急行・■準急
通過
■各駅停車
溝の口駅 (DT10) - 梶が谷駅 (DT11) - 宮崎台駅 (DT12)